# Vé về tuổi thơ
Vé về tuổi thơ là EP đầu tiên của ca sĩ Thu Phương được phát hành trực tuyến vào ngày 12 tháng 7 năm 2015 bởi công ty quản lý của cô D&D Entertainment kết hợp với công ty Việt Vision tại Việt Nam. Đây là sản phẩm âm nhạc cô kết hợp với top 7 thành viên trong Team Thu Phương Giọng hát Việt năm 2015.
"Vé về tuổi thơ" bao gồm 4 ca khúc "Cánh diều chiều mưa", "Mùa yêu đầu", "Cho tôi một vé đi tuổi thơ" và "Mặt trời ngày mới". cùng 4 track nhạc đệm cuối đĩa. Tất cả các ca khúc đều có sự góp giọng của cô. EP ngay sau khi ra mắt đã nhận được phản hồi tích cực từ công chúng, đồng thời đánh bại nhiều tên tuổi mới để vươn lên vị trí dẫn đầu tuần 29 trên BXH album hot của năm.

## Hoàn cảnh ra đời
Trước thềm liveshow đầu tiên của vòng hát trực tiếp chương trình Giọng hát Việt tháng 7 năm 2015, nhằm giải tỏa áp lực cho thí sinh tham gia cuộc thi cũng như món quà kỷ niệm dành tặng cho khán giả, Thu Phương đã sản xuất một mini album riêng cho team của mình. Các ca khúc khác nhau được lựa chọn dựa trên những câu chuyện cuộc sống thực của chính các thành viên.

## Danh sách bài hát

Thu Phương chụp hình quảng bá cho EP cùng các thành viên Team Thu Phương Giọng hát Việt năm 2015.

- Tất cả các ca khúc có sự góp giọng của Thu Phương và đều được hòa âm phối khí bởi kỹ sư Nguyễn Hoàng Gia (Việt Vision)
- Tất cả các bài đều được phát hành MV và các track nhạc đệm kèm theo

| STT              | Nhan đề                          | Sáng tác             | Thể hiện với                   | Thời lượng |
| ---------------- | -------------------------------- | -------------------- | ------------------------------ | ---------- |
| 1.               | "Cánh diều chiều mưa"            | Phạm Quang Trần Minh | Khánh Linh                     | 6:05       |
| 2.               | "Mùa yêu đầu"                    | Đinh Mạnh Ninh       | Hoàng Dũng                     | 4:36       |
| 3.               | "Cho tôi xin một vé đi tuổi thơ" | Lynk Lee             | Hữu Toàn, Anh Duy & Hoàng Dũng | 6:27       |
| 4.               | "Mặt trời ngày mới"              | Bảo Lan              | Kiều Anh, Thu Hòa              | 3:45       |
| Tổng thời lượng: | Tổng thời lượng:                 | Tổng thời lượng:     | Tổng thời lượng:               | 20:53      |

## Đánh giá và xếp hạng
Sau khi ra mắt, cùng với sức nóng của chương trình Giọng hát Việt, EP đã nhận được những phản hổi tích cực đồng thời đạt gần 1 triệu lượt nghe trong vòng một tuần.
| Bảng xếp hạng              | Vị trí cao nhất |
| -------------------------- | --------------- |
| Top Hot Album tháng 7/2015 | 1               |

## Sản xuất
Biên tập: Thu Phương
Thu âm, hát chính & hát đệm: Thu Phương & Team Thu Phương Giọng hát Việt 2015.
Hòa âm phối khí, mix & master: Nguyễn Hoàng Gia
Make-up & ảnh bìa: Viet Vision
Phát hành: D&D Entertainment

## Liveshow quảng bá
- Để quảng bá cho EP, Thu Phương cùng Team Thu Phương Giọng hát Việt 2015 đã thực hiện một liveshow nhằm quảng bá cho album tại Hà Nội và ngày 3 tháng 8 năm 2015.[8][cần dẫn nguồn]